# Мали ронац
Мали ронац (лат. Mergellus albellus) врста је патке из потпородице ронаца и монотипска је врста рода Mergellus. Mergellus је деминутив Mergusа и albellus потиче од лат. albus што значи "бео". Овај род је сродан роду Mergus и понекад су изједначени, иако постоји више сродности са родом врста патака дупљашица (Bucephala). Мали ронац понекад хибридизује са патком дупљашицом (Bucephala clangula).
Фосил морске патке из средљег миоцена показује да је врста слична малом ронцу постојала пре око 13 милиона година. Порекло данашње врсте се оцењује на плеистоценски период.

## Опис
Мужјак малог ронца, са својим изгледом који подсећа на "панде" или "напрсли лед" је лако препознатљив и изгледа баш црно-бело у лету. Женка и млади мужјак су птице сиве боје тела са кестењастим челом, теменом и из даљине се могу помешати са плавокљуном патком (Oxyura jamaicensis). Има белу овалну мрљу на крилима која се види у лету. Кљун малог ронца има рожнате ламале и изецкане ивице који помажу да риба не склизне приликом лова.
Мали ронац је 38–44 центиметара дугачка птица.

## Распрострањење и екологија
Гнезди се у северним тајгама Европе и Азије. Гнезда прави у стаблима дрвећа. Живи на језерима и барама са пуно риба, али се среће и на споријим рекама. Селица је и своја гнездилишта напушта током јесени. Зиму проводи у заклоњеним обалама и језерима око Балтичког мора, Црног мора, северне Немачке и целом коридору од Немачке до Бугарске на Дунаву. Луталице се бележе и у Северној Америци. На језерима преферира места око обала или испод мањег дрвећа. Гнезди се од маја месеца и женка полаже од 6 до 9 јаја. Гнезди се у старим стаблима у напуштеним рупама жуна. Стидљива је врста и на најмање узнемиравање бежи.
Мали ронац је обухваћен Споразумом о заштити афричко-азијских миграторних птица мочварица (AEWA). Не сматра се угроженом врстом по IUCN категоризацији, иако је на глобаном нивоу популациони трен опадајући.

## Фосилна историја
Неименовани фосил патке, препознат по раменој кости је пронађена у средњем миоцену, пре око 13–12 милиона година у Mátraszõlõs, Мађарска и прво је додељена роду Mergus. Међутим, аутори су укључивали малог ронца у оцени и сходно томе, кост је на крају приписана Mergellus, понајвише јер је кост била сличнија представницима рода Bucephala, која је такође нађена на истом локалитету. Постоје неслагања око могућности припадања овог фосила било којој модерној врсти патака због изузетне старости, мада изгледа да је ипак велика могућност да су се још онда формирали модерни родови
Фосил из најранијег плеистоцена пронађен у Енглеској указује да је рецентна врста постојала још пре 1.5–2,0 милиона година.

## Галерија
- Мужјак
- Женка
- Колаж слика за идентификацију
- Јаја (музејски примерак)